# U 801
U 801 war ein deutsches Unterseeboot des Typs IX C/40.

## Allgemeine Daten
Die U-Boot Klasse IX, offiziell Typ IX genannt, war eine Klasse hochseetauglicher U-Boote der deutschen Kriegsmarine. Die Entwicklung begann 1935, und die ersten Boote wurden 1938 in Dienst gestellt. In den folgenden Jahren wurden fünf verbesserte Versionen dieser Klasse entwickelt und gebaut. Insgesamt waren dies 243 Typ-IX-Boote, die meisten davon wurden auf der Deschimag-Werft AG Weser in Bremen gefertigt. Von den 141 IX-C- und IX-C/40-Booten wurden 65 auf der Deutschen Werft in Hamburg gebaut. Neben der U-Boot-Klasse VII war der Typ IX der am meisten gebaute U-Boot-Typ im Zweiten Weltkrieg.
Im Vergleich zum Typ IX C wurde der Typ IX C/40 nochmals vergrößert um eine erhöhte Reichweite zu erzielen. Außerdem wurde das dritte Periskop, das sich in der Zentrale befunden hatte, entfernt. Von 1940 bis 1944 wurden 87 Boote gebaut, davon 41 in Hamburg und 46 in Bremen. Ursprünglich wurde eine größere Stückzahl in Auftrag gegeben, jedoch wurden viele Auslieferungen zugunsten des Typ XXI annulliert.
Folgende Daten unterscheiden den Typ IX C/40 vom Typ IX C:
- Verdrängung: Überwasser 1144 Tonnen, getaucht 1257 Tonnen, total 1545 Tonnen
- Reichweite: Überwasser 13.850 sm bei 10 kn, getaucht 63 sm bei 4 kn

## Kommandant
- 24. März 1943 bis 17. März 1944 Kapitänleutnant Hans-Joachim Brans

Quelle:

## Einsatz und Geschichte
U 801 war vom 24. März 1943 bis zum 31. Oktober 1943 als Ausbildungsboot bei der 4. U-Flottille und ab dem 1. November 1943 als Frontboot bei der 2. U-Flottille eingesetzt.
Erste Unternehmung – 6. November 1943 bis 8. Januar 1944 – Operationsgebiet: Nordatlantik, südwestliche Biscaya
- 6. November 1943 – aus Kiel ausgelaufen
- 9. November 1943 – in Bergen eingelaufen
- 13. November 1943 – aus Bergen ausgelaufen
- 8. Januar 1944 – in Lorient eingelaufen

Zweite Unternehmung – 26. Februar 1944 bis 17. März 1944 – Operationsgebiet: Nordatlantik, südwestlich der Azorischen Inseln
- 26. Februar 1944 – aus Lorient ausgelaufen
- 17. März 1944 – Verlust des U-Bootes

## Versenkung

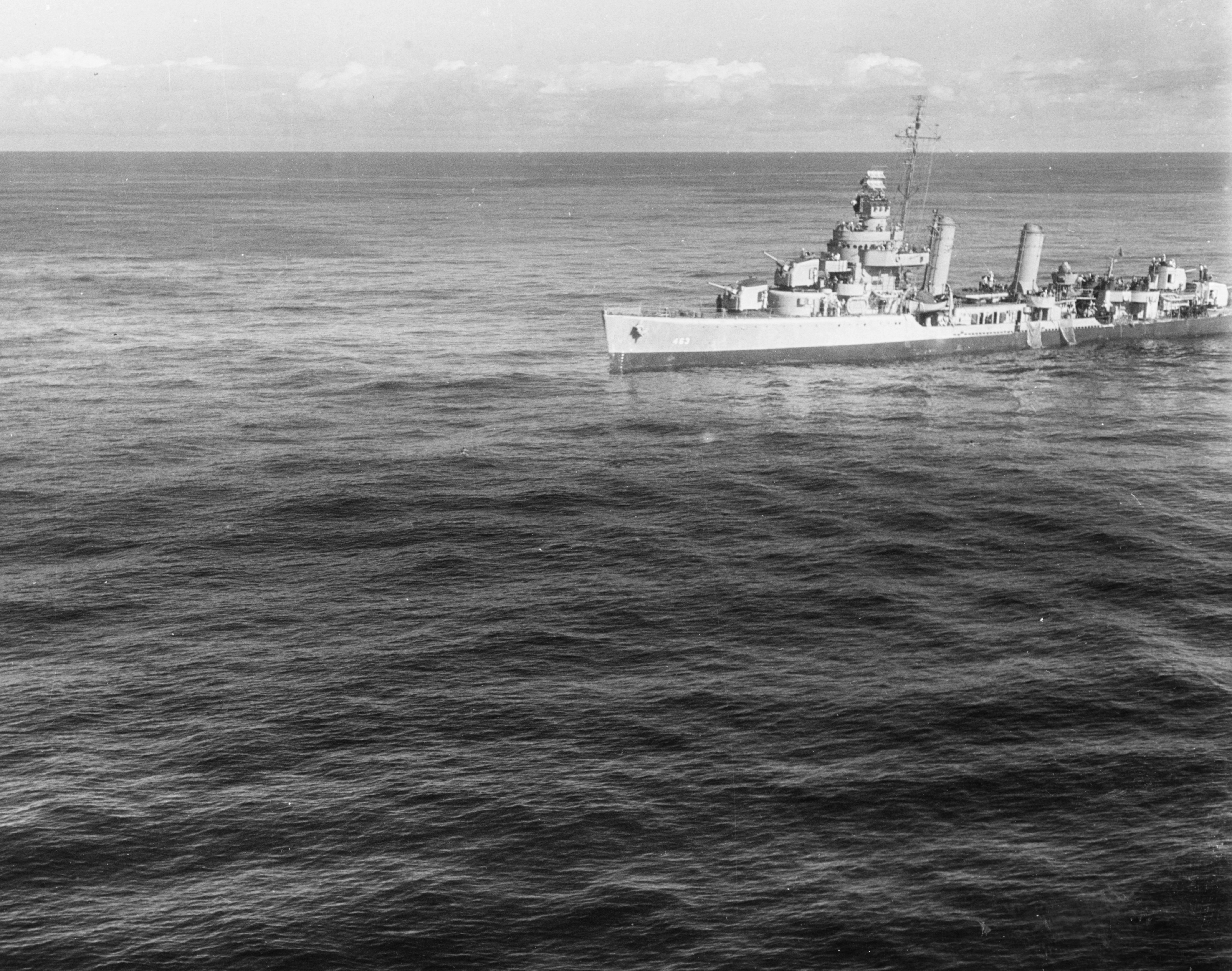
Die Corry bei der Bergung der Besatzung von U 801

Durch abgefangene und dechiffrierte Funksprüche erlangte die United States Navy Kenntnis vom beabsichtigten Treffen des Versorgungsbootes U 488 mit dem Torpedotransportboot U 1059 westlich der Kapverdischen Inseln. Obwohl die britische Admiralität Angriffe auf solche Versorgungsrendezvous untersagt hatte, um bei den Deutschen nicht den Verdacht einer Entzifferung der Geheimcodes zu erwecken, machte sich ein Kampfverband um den US-amerikanischen Geleitträger Block Island von Casablanca aus dazu auf, die beiden deutschen U-Boote zu stellen. Bei dem ersten deutschen U-Boot, das zum Treffen mit U 488 zu einem Treffpunkt westlich der Kapverdischen Inseln befohlen wurde, handelte es sich um U 801. Kundschaftende Flugzeuge der Block Island, die aufgrund von Ultra-Informationen nach dem Versorgungs-U-Boot suchten, hatten stattdessen U 801 am 16. März entdeckt. U 801 lief in diesem Moment zur Frischluftzufuhr aufgetaucht an der Oberfläche. Die Flugzeuge nahmen das U-Boot unter MG-Feuer. Der Matrosenobergefreite Harry Wawrzitz starb und der Kommandant Kapitänleutnant Hans-Joachim Brans wurde verletzt, konnte aber mit seinem U-Boot entkommen. Brans ließ U 801 in der folgenden Nacht auftauchen, um den Toten zu bestatten. Bei der Gelegenheit vereinbarte er per Funk ein Treffen zur medizinischen Versorgung mit U 488, das einen Arzt an Bord hatte. Es gelang dem US-amerikanischen Kampfverband, die Position des Bootes einzupeilen, es erneut anzugreifen und diesmal schwer zu beschädigen. U 801 wurde am 17. März 1944 im Mittelatlantik vor den Kapverdischen Inseln nach einer zweitägigen Verfolgungsjagd durch Schiffe der US-Task-Group 21.16 um den US-Geleitflugzeugträger Block Island, den Zerstörer Corry und den Geleitzerstörer Bronstein durch Wasserbomben zum Auftauchen gezwungen und dann unter Geschützfeuer genommen. Beim Versuch, das Boot zu verlassen, wurden Kommandant Brans und der Obersteuermann Ernst Peter Sponar erschossen. Der Leitende Ingenieur Franz Schumann übernahm das Kommando und leitete die Selbstversenkung ein. Das U-Boot wurde von der Besatzung auf der Position 16° 42′ N, 30° 28′ W selbst versenkt. 47 Besatzungsmitglieder wurden von der USS Corry und der USS Bronstein aus dem Wasser gefischt und als Kriegsgefangene an Bord von Block Island gebracht. Einschließlich Wawrzitz, Brans, Sponar und Schumann, der mit dem U-Boot unterging, starben bei der Versenkung zehn Besatzungsmitglieder.